# Eric Johnson – Anaheim
| Críticas profissionais | Críticas profissionais |
| Avaliações da crítica  | Avaliações da crítica  |
| Fonte                  | Avaliação              |
| ---------------------- | ---------------------- |
| AllMusic               | [ 1 ]                  |
| Guitar Messenger       | [ 2 ]                  |
| Ultimate Guitar        | [ 3 ]                  |

Eric Johnson – Anaheim é o segundo álbum ao vivo do guitarrista estadunidense Eric Johnson.
O álbum, que traz imagens de um show realizado pelo musico no "City National Grove" da cidade de Anaheim no dia 3 de maio de 2006, foi lançado somente em formato DVD em 11 de novembro de 2008.

## Faixas
| N.º            | Título                         | Compositor(es) | Duração |  |
| 1.             | "Summer Jam"                   | Eric Johnson   | 2:47    |  |
| 2.             | "My Back Pages"                | Bob Dylan      | 3:59    |  |
| 3.             | "Trademark"                    | Eric Johnson   | 5:19    |  |
| 4.             | "Manic Depression"             | Jimi Hendrix   | 4:12    |  |
| 5.             | "On the Way to Love"           | Eric Johnson   | 3:15    |  |
| 6.             | "Rocktopus"                    | Chris Maresh   | 9:58    |  |
| 7.             | "S.R.V."                       | Eric Johnson   | 3:35    |  |
| 8.             | "Little Bit Me Little Bit You" | Neil Diamond   | 5:48    |  |
| 9.             | "Cliffs of Dover"              | Eric Johnson   | 9:57    |  |
| Duração total: | Duração total:                 | Duração total: | 49:43   |  |

| Extras 1 (Bonus Acoustic Performance) |                       |                |         |  |
| N.º                                   | Título                | Compositor(es) | Duração |  |
| 1.                                    | "The Wind Cries Mary" | Jimi Hendrix   | 3:51    |  |
| 2.                                    | "Song For George"     | Eric Johnson   | 1:46    |  |
| 3.                                    | "Song For Lynette"    | Eric Johnson   | 3:37    |  |

| Extras 2 |                                        |         |  |
| N.º      | Título                                 | Duração |  |
| 1.       | "Bonus Material (Interview With Eric)" |         |  |

## Músicos
- Eric Johnson - Vocais, Guitarras, Piano
- Chris Maresh - Baixo Elétrico
- Tommy Taylor - Baterias